# BBDO
BBDO (формально Batten, Barton, Durstine & Osborn) — велика світова мережа рекламних агенцій, штаб-квартира якої розташована у Нью-Йорку. Перше американське рекламне агентство під назвою «George Batten Company» виникло 1891 року; в результаті злиття з агентством «Barton, Durstine & Osborn» (BDO) в 1928 єдина компанія отримала назву «Batten, Barton, Durstine & Osborn» (BBDO). За даними на 2020 рік, у компанії працювало понад 15 000 співробітників, які розміщувалися у 289 офісах у 81 країні світу. Є найбільшою із трьох мереж, що входять до холдингової компанії «Omnicom Group». Семиразовий володар нагороди «Мережа року» на рекламному фестивалі «Каннські леви».
З 2012 року має представництво в Україні «BBDO Ukraine», офіс якого розташований в UNIT.City.